# Pensacola Barracudas
Die Pensacola Barracudas waren ein Arena-Football-Team aus Pensacola (Florida), das in der af2 spielte. Ihre Heimspiele trugen die Barracudas im Pensacola Civic Center aus.

## Geschichte
Die Barracudas wurden 1999 gegründet und starteten als eines der fünfzehn teilnehmenden Franchises an der neu gegründeten af2 im Jahr 2000.
Besitzer war das Unternehmen Berkman & Co., welche auch die Birmingham Steeldogs und die Jacksonville Tomcats im gleichen Jahr in der af2 etablierte. Um ein Franchise in der af2 an den Start zu bringen, mussten die Besitzer 150.000 Dollar pro Franchise bezahlen.
Die Playoffs wurden in der ersten Saison erreicht. In der ersten Runde scheiterte man aber mit 19:55 bei den Quad City Steamwheelers. In den folgenden beiden Jahren wurden die Playoffs jeweils verpasst.
Die Barracudas hatten im Jahr 2000 mit über 7.000 Zuschauern pro Partie einen für af2-Verhältnisse ordentlichen Zuschauerschnitt. Nach der Saison 2002 besuchten nicht einmal mehr 3.000 Zuschauer die Heimspiele der Mannschaft.
Nach der Saison 2002 löste sich das Franchise auf.

## Saisonstatistiken
| Jahr | Team                 | Liga | S | N  | Playoffs erreicht | Playoffrunde                                      |
| ---- | -------------------- | ---- | - | -- | ----------------- | ------------------------------------------------- |
| 2000 | Pensacola Barracudas | af2  | 8 | 8  | nein              | N Viertelfinale gg. Quad City Steamwheelers 19:55 |
| 2001 | Pensacola Barracudas | af2  | 5 | 11 | nein              |                                                   |
| 2002 | Pensacola Barracudas | af2  | 8 | 8  | nein              |                                                   |

## Zuschauerentwicklung
| Jahr | Team                 | Liga | Zuschauerdurchschnitt |
| ---- | -------------------- | ---- | --------------------- |
| 2000 | Pensacola Barracudas | af2  | 7.294                 |
| 2001 | Pensacola Barracudas | af2  | 3.742                 |
| 2002 | Pensacola Barracudas | af2  | 2.737                 |